# Rytigynia canthioides
Rytigynia canthioides är en måreväxtart som först beskrevs av George Bentham, och fick sitt nu gällande namn av Robyns. Rytigynia canthioides ingår i släktet Rytigynia och familjen måreväxter. Inga underarter finns listade i Catalogue of Life.